# Desa Kalisari (administrativ by i Indonesien, Jawa Tengah, lat -7,67, long 109,45)
Desa Kalisari är en administrativ by i Indonesien.   Den ligger i provinsen Jawa Tengah, i den västra delen av landet, 300 km sydost om huvudstaden Jakarta.